# Старая Некрасовка
Старая Некрасовка — село в Сафьянской сельской общине Измаильского района Одесской области Украины.

## История
Село было основано русскими старообрядцами-некрасовцами в 1811 году.

## Достопримечательности
- Самый южный сохранившийся пункт геодезической дуги Струве — «Старо-Некрасовка»[2].
- Старообрядческая Церковь Иоанна Богослова 1838 года постройки.

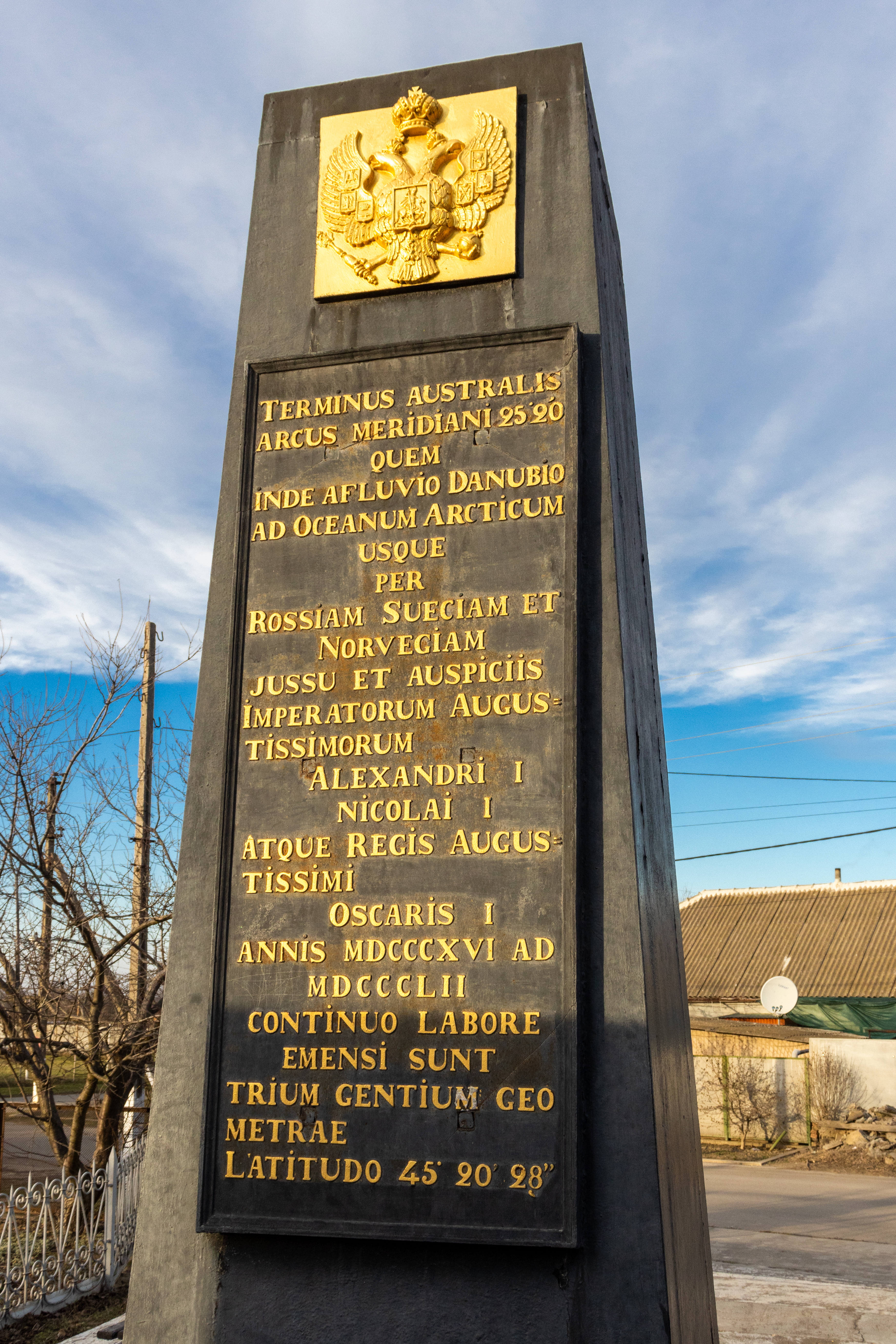
Монумент на дуге Струве
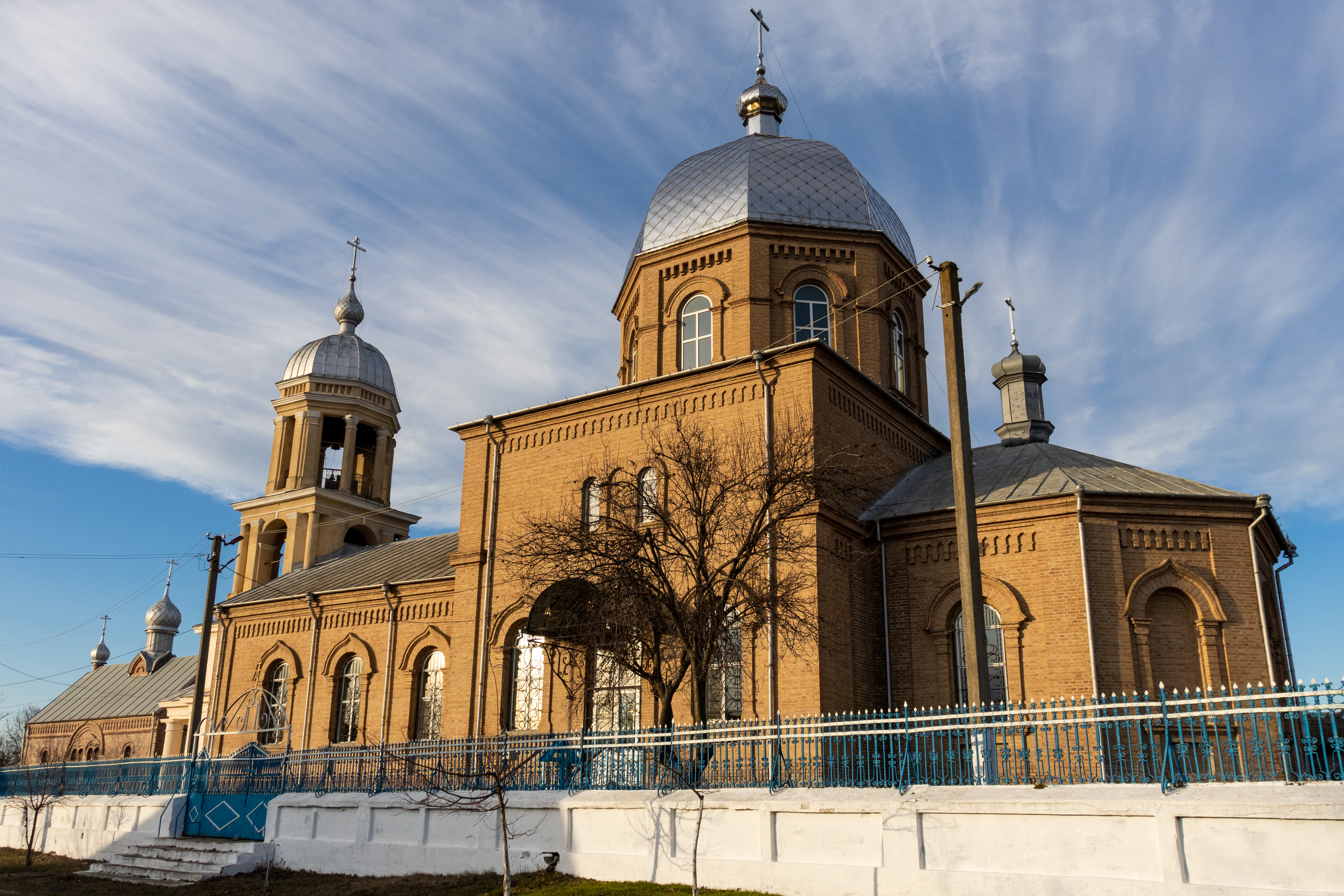
Церковь Иоанна Богослова

## Население и родной язык
Население Старой Некрасовки на 2001 год составляло 3029 человек. Распределение населения по родному языку было следующим (в % от общей численности населения):
| Родной язык | с. Старая Некрасовка | Старонекрасовский с/с |
| ----------- | -------------------- | --------------------- |
| русский     | 91,11 %              | 90,69 %               |
| украинский  | 5,18 %               | 5,50 %                |
| молдавский  | 2,00 %               | 2,01 %                |
| болгарский  | 1,41 %               | 1,42 %                |
| гагаузский  | 0,07 %               | 0,09 %                |
| немецкий    | 0,03 %               | 0,03 %                |
| цыганский   | 0 %                  | 0,06 %                |

## Социальная сфера
- Детский сад.
- Школа.
- Сельсовет. 68672, Одесская область, Измаильский район, село Старая Некрасовка, Измаильская улица, 40. Телефон: 49442.